# Matthías Vilhjálmsson
Matthías Vilhjálmsson (Reykjavík, 30 gennaio 1987) è un calciatore islandese, attaccante del Víkingur.

## Carriera

### Club
Gioca le prime partite con la formazione del Bi/Bolungarvik, inframezzate da una parentesi al Fram Reykjavík. Approda dunque nel 2004 al FH Hafnarfjörður con cui conquista 3 titoli nazionali, 2 coppe e nel 2010 la supercoppa islandese, dove segna due reti e dove solleva il trofeo in qualità di capitano. Nel novembre 2010 approda in prestito al Colchester Utd fino alla fine del campionato 2010-2011.

### Nazionale
Svolge la trafila nelle nazionali giovanili islandesi, nel 2009 esordisce nella nazionale maggiore.

## Palmarès

### Club

#### Competizioni nazionali
- 1. divisjon: 1

Start: 2012
- Campionato norvegese: 4

Rosenborg: 2015, 2016, 2017, 2018
- Coppa di Norvegia: 3

Rosenborg: 2015, 2016, 2018
- Supercoppa di Norvegia: 1

Rosenborg: 2017
- Coppa di Lega islandese: 1

FH Hafnarfjörður: 2022
- Coppa d'Islanda: 1

Víkingur: 2023
- Supercoppa d'Islanda: 1

Víkingur: 2024

### Individuale
- Capocannoniere della Coppa di Norvegia: 1

2017 (8 reti)